# Agonita laevicollis
Agonita laevicollis es un coleóptero de la familia Chrysomelidae.
Fue descrita científicamente por primera vez en 1917 por Gestro.